# لارس کوروالدی
لارس کوروالدی () زاده ۲۹ آوریل ۱۹۱۶م، برابر با شنبه، ۹ اردیبهشت ۱۲۹۵خ، در بوسکرود؛ و مرگ در تاریخ ۴ ژوئیه ۲۰۰۶م، برابر با یکشنبه، ۱۴ خرداد ۱۳۸۵خ، در همان استان نروژ در سن ۹۰ سالگی، یک آموزگار و مدیر مدرسه و عضو حزب دمکرات مسیحی و از نمایندگان مجلس ملی نروژ بود. وی در سال ۱۹۷۲م، پس از استعفای تریگوه براتلی، به دنبال نتیجه منفی اولین همه‌پرسی در مورد عضویت نروژ در اتحادیه اروپا، به عنوان بیست و هفتمین نخست‌وزیر نروژ به قدرت رسید و تا سال ۱۹۷۳م، در این مقام باقی بود. آخرین مقام در کارنامه سیاسی وی، استانداری اوستفولد بود که در سال ۱۹۸۶م، به پایان رسید.